# مقاطعة لورنس (مسيسيبي)
مقاطعة لورنس (بالإنجليزية: Lawrence County, Mississippi)‏ هي إحدى مقاطعات ولاية مسيسيبي في الولايات المتحدة. ، بلغ عدد سكانها 12929 نسمة في عام 2010 حسب إحصاء مكتب تعداد الولايات المتحدة وتصل الكثافة السكانية فيها 12 نسمة/كم2.

## وصلات خارجية
- United States Counties